# Vicia lilacina
Vicia lilacina är en ärtväxtart som beskrevs av Carl Friedrich von Ledebour. Vicia lilacina ingår i släktet vickrar, och familjen ärtväxter. Inga underarter finns listade i Catalogue of Life.